# 莫里斯·比雷
莫里斯·比雷（法語：Maurice Buret，1909年5月21日—2003年8月23日），法国前男子马术运动员。他曾代表法国参加1948年夏季奥林匹克运动会马术比赛，获得团体盛装舞步赛金牌。